# よしもとの笑うラジオに、福来たる。
よしもとの笑うラジオに、福来たる。（よしもとのわらうラジオにふくきたる）は、1994年4月2日から1996年4月6日までHBCラジオ（北海道放送）で放送されていたバラエティ番組。

## 概要
吉本興業が札幌事務所を開設した1994年に放送を開始した、HBCと吉本興業の共同制作による番組。そのためゲストには吉本から若手からベテランまで様々な所属タレントがゲスト出演した。日によっては、吉本以外の事務所に所属していたタレント（渡辺めぐみ、やしきたかじん）もゲストに入ったことがあった。札幌事務所からも、笑ハンティングがレギュラー出演していた他、当時デビューしたばかりだったタカアンドトシも出演していたことがあった。毎週、HBC本社スタジオからの生放送である。
1994年4月2日（土曜日）に15時 - 15時45分で前夜祭的に放送された後、1994年4月9日より13時 - 16時で本格的に放送を開始した。
日によってはスタジオを飛び出し、以下のように公開生放送が行われた。
- 1994年4月16日：新さっぽろアークシティ サンピアザ 光の広場から[9]
- 1994年7月23日：芦別市 カナディアンワールド公園から[4]
- 1995年7月29日：登別マリンパークニクスから[10]
- 1996年2月10日：さっぽろ雪まつり 大通会場から[11]

またパーソナリティのトミーズ、磯部自身もスタジオを出て札幌市内などの各所を取材して回っていた。

## 出演者

### メインパーソナリティ
- トミーズ （1994年4月 - 1994年9月）[12]
- 磯部公彦（まるむし商店　1994年10月 - 1996年4月6日）[13][12]

### その他
- 鶴羽佳子[3]
- 石崎輝明[3]
- 浅野英美[3]
- 笑ハンティング（リポーター）[13][14]
- 小橋亜樹（リポーター）[13][14]

## 主なコーナー
- 週刊よしもとニュース[13]
- 札幌対大阪 教えて教えて （1994年4月 - 1994年9月）[15]
- 対決！ことばドミントンゲーム （1994年10月 - 1995年3月）[13]
- 磯部の教育ラジオ
  - 毎週テーマを決め、そのテーマに沿って、様々な事柄について検証[16]。
- 笑ハンティングの値切りましょうそうしましょう （1995年4月 - 1995年9月）[14]
- あなたの町のよしもとを探せ （1995年4月 - 1995年9月）[14]
  - 芸やネタに自信があるというリスナーが電話出演し、芸を披露[17]。
- わらふく幼稚園
  - 子供たちにインタビューし、その本音を聞き出す[18]。
- 今週のいそべ公彦 （1995年10月 - 1996年3月）[19]
- とび出せ！笑ハンティング （1995年10月 - 1996年3月）[19]
- 5万円総取り！わらふく連想クイズ （1995年4月 - 1996年3月）[19]
  - 番組から出されるキーワードを頼りに、ひとつの言葉を当てる[20]。
- 笑うラジオにゲスト来たる[14]
- 笑える悩み相談室 （1995年4月 - 1995年9月）[14]
- 笑ハンティングのむっちゃマンボ無茶マンボ （1995年4月 - 1996年3月）[14]
  - 外からの中継コーナー。大食いなど対決企画も行われた[21]。
- いそべのちょっといい話 （1995年4月 - 1995年9月）[14]
- 3時のお知らせコーナー （1995年10月 - 1996年3月）[19]
- 曲当てクイズ 何言うてんねん （1995年10月 - 1996年3月）[19]
- わらふく漫才劇場[6]
- 今日の野菜卸売市況[22]
- 天気予報[22]
- 道新ニュースフラッシュ[22]

## ゲスト
（）
- 坂田利夫 （1994年4月9日 ※第1回ゲスト、1995年4月29日、1995年12月2日、1996年3月2日）
- 間寛平 （1994年4月9日 ※第1回ゲスト、1995年6月17日）
- 河内家菊水丸 （1994年4月16日、1994年6月11日、1995年6月24日、1996年2月3日）
- 太平サブロー （1994年4月23日、1995年5月13日、1995年10月28日）
- オール阪神・巨人 （1994年4月30日（阪神のみ）、1994年5月21日、1995年2月4日、1995年7月15日、1995年12月16日）
- 村上ショージ （1994年5月14日、1995年9月30日）
- 中田カウス・ボタン （1994年5月28日、1995年3月4日（ボタンのみ）、1995年7月22日、1996年3月23日（ボタンのみ））
- 若井小づえ・みどり （1994年6月4日、1995年8月12日（みどりのみ））
- 松本竜助 （1994年6月18日、1995年7月8日）
- 渡辺めぐみ （1994年7月23日）
- やしきたかじん （1994年8月13日）
- 島木譲二 （1994年8月27日）
- 吉田ヒロ （1994年11月12日、1995年2月18日）
- ぼんちおさむ （1995年4月22日、1995年9月16日、1995年12月23日）
- 岡けん太・ゆう太 （1995年5月6日、1995年12月16日）
- ハイヒール （1995年5月20日・5月27日・6月3日（以上リンゴのみ）、1995年11月18日、1996年2月10日）
- ジミー大西 （1995年6月10日、1995年12月9日）
- FUJIWARA （1995年6月17日、1995年10月21日）
- サウンドコピー （1995年7月1日）
- 前田五郎 （1995年7月29日）
- 和泉修 （1995年8月5日）
- 宮川大助・花子 （1995年8月19日、1995年11月4日）
- 雨上がり決死隊 （1995年8月26日、1996年1月27日）
- どんきほ〜て （1995年9月2日）
- しましまんず （1995年9月9日）
- 非常階段 （1995年9月23日（シルクのみ）、1996年1月6日）
- 池乃めだか （1995年10月7日）
- 長原成樹 （1995年10月14日）
- へびいちご （1995年10月21日）
- 大木こだま・ひびき （1995年11月11日）
- ティーアップ （1995年11月25日）
- まるむし商店・東村 （1996年1月13日）
- 中川家 （1996年1月20日）
- 里見まさと・亀山房代 （1996年2月17日）
- トゥナイト （1996年2月24日）
- 上方よしお （1996年3月9日）
- B&B （1996年3月16日）
- 桂文珍 （1996年3月30日）